# Acme Novelty Library
Pour les articles homonymes, voir Acme.
Acme Novelty Library est une série de bandes dessinées américaines de Chris Ware publiée depuis 1993 d'abord sous forme de comic books puis dans des formats de plus en plus variés. Les quinze premières livraisons (1993-2001) sont publiées par Fantagraphics Books et les suivantes (depuis 2005) directement par Chris Ware.
Chris Ware y publie notamment l'œuvre qui le consacre auprès du grand public, Jimmy Corrigan (1995-2000), qui est ensuite rassemblée dans un ouvrage complet en 2000. Il y alterne également des publications d'histoires liées à Rusty Brown ou aux Building Stories (également compilées en un ouvrage complet en 2012), se permettant aussi des hors-séries comme Jordan Lint en 2010.

## Liste des volumes
1. Jimmy Corrigan, 36 pages, Fantagraphics, 1993.
2. Quimby the Mouse, 28 pages, Fantagraphics, 1994.
3. Potato Guy, 44 pages, Fantagraphics, 1994.
4. Sparky, 24 pages, Fantagraphics, 1994.
5. Jimmy Corrigan, 36 pages, Fantagraphics, 1995.
6. Jimmy Corrigan, 36 pages, Fantagraphics, 1995.
7. Divers (Big Tex, Rocket Sam), 36 pages, Fantagraphics, 1996.
8. Jimmy Corrigan, 36 pages, Fantagraphics, 1997.
9. Jimmy Corrigan, 36 pages, Fantagraphics, 1998.
10. Jimmy Corrigan, 44 pages, Fantagraphics, 1998.
11. Jimmy Corrigan, 36 pages, Fantagraphics, 1998.
12. Jimmy Corrigan, 36 pages, Fantagraphics, 1999.
13. Jimmy Corrigan, 84 pages, Fantagraphics, 1999.
14. Jimmy Corrigan, 88 pages, Fantagraphics, 2000.
15. Divers (Rocket Sam, Quimby the Mouse, Tales from the Future), 32 pages, Fantagraphics, 2001.
16. Rusty Brown et Building Stories, 64 pages, Chris Ware, distribué par Fantagraphics, 2005.  (ISBN 978-1-56097-513-7)
17. Rusty Brown et Branford, the Best Bee in the World, 64 pages, Chris Ware, distribué par Drawn and Quarterly, 2006.  (ISBN 978-1-897299-02-9)
18. Building Stories, 56 pages, Chris Ware, distribué par Drawn and Quarterly, 2007.  (ISBN 978-1-897299-17-3)
19. Rusty Brown, 78 pages, Chris Ware, distribué par Drawn and Quarterly, 2008.  (ISBN 978-1-897299-56-2)
20. Jordan Lint, 72 pages, Chris Ware, distribué par Drawn and Quarterly, 2010.  (ISBN 978-1-77046-020-1)

Un numéro 18½ est publié en 2007. Il reprend la couverture du New Yorker du 26 novembre 2006 et divers dessins dans un format portfolio.

## Recueils
La plupart des numéros de la série sont rassemblés dans des recueils.

### Édition originale
- Jimmy Corrigan: The Smartest Kid on Earth, 380 pages, Pantheon Books, 2000.  (ISBN 0375714545) (contient Acme Novelty Library no 5, 6, 8, 9 et 11 à 14)
- Quimby the Mouse, 56 pages, Fantagraphics, 2003.  (ISBN 1560974850) (contient Acme Novelty Library no 2 et 4 ainsi que du matériel original)
- The Acme Novelty Library annual report to Shareholders, 108 pages, Pantheon Books, 2005.  (ISBN 0375422951) (contient Acme Novelty Library no 7 et 15 ainsi que du matériel original)
- Building Stories, quatorze imprimés de formats divers réunis dans un coffret, Pantheon Books, 2012.  (ISBN 9780375424335) (contient un quasi fac-simile d’Acme Novelty Library no 18, la partie Building Stories d'Acme Novelty Library no 16 et du matériel original ou déjà publié ailleurs)
- Rusty Brown, 356 pages, Pantheon Books, 2019.  (ISBN 0375424326)

### Édition en français
- Jimmy Corrigan, 380 pages, Delcourt, 2002.  (ISBN 2-84055-805-X)
- Quimby the Mouse, 68 pages, L'Association, 2005.  (ISBN 2-844141-455)
- ACME, 114 pages, Delcourt, 2007.  (ISBN 2-75600-636-X)

- Building Stories, Delcourt, 2014.  (ISBN 2756035971)
- Rusty Brown, 326 pages, Delcourt, 2020.  (ISBN 9782413022602)

## Récompenses
- 1995 : Prix Harvey de la meilleure nouvelle série, pour l'excellence dans la production ou la présentation ; Prix Eisner de la meilleure maquette
- 1996 : Prix Harvey du meilleur encreur, du meilleur coloriste, pour l'excellence dans la production ou la présentation ; Prix Eisner du meilleur coloriste, de la meilleure série, de la meilleure maquette
- 1997 : Prix Harvey du meilleur numéro, du meilleur coloriste, pour l'excellence dans la production ou la présentation ; Prix Eisner de la meilleure maquette ; Prix Ignatz de la meilleure série
- 1998 : Prix Harvey du meilleur coloriste, pour l'excellence dans la production ou la présentation ; Prix Eisner du meilleur coloriste ; Prix Ignatz de la meilleure série, du meilleur comic book
- 1999 : Prix Harvey pour l'excellence dans la production ou la présentation
- 2000 : Prix Harvey de la meilleure série, du meilleur encreur, du meilleur coloriste, de la meilleure couverture, du meilleur numéro, pour l'excellence dans la production ou la présentation ; Prix Eisner de la meilleure série, du meilleur album ; Prix Ignatz de la meilleure histoire, du meilleur comic book
- 2001 : Prix Harvey de la meilleure série ; Prix Eisner du meilleur coloriste
- 2002 : Prix Harvey du meilleur encreur, du meilleur coloriste ; Prix Eisner de la meilleure maquette
- 2006 : Prix Harvey du meilleur auteur, du meilleur encreur ; Prix Eisner du meilleur coloriste
- 2008 : Prix Eisner du meilleur auteur dramatique
- 2009 : Prix Eisner du meilleur auteur, du meilleur coloriste, du meilleur lettrage ; Prix Ignatz du meilleur roman graphique

## Documentation
- (en) Chris Lanier, « Acme Novelty Library #19 », dans The Comics Journal n°300, Fantagraphics, novembre 2009, p. 236-239.
- (en) Bill Randall, « The Acme Novelty Library #18 », dans The Comics Journal n°293, Fantagraphics, novembre 2008, p. 107-110.
- Jacques Samson et Benoît Peeters, Chris Ware, la bande dessinée réinventée, 160 pages, Les Impressions Nouvelles, 2010.
- (en) Chris Ware (int. Todd Hignite), In the Studio. Visits with Contemporary Cartoonists, New Haven et Londres : Yale University Press, p. 228-259.